# 그해 겨울은 따뜻했네 (드라마)
《그 해 겨울은 따뜻했네》는 1988년 8월 3일부터 1988년 10월 6일까지 방영되었던 한국방송공사 수목 미니시리즈이다. 박완서의 동명 소설을 원작으로 제작되었다. 한편, 이 작품에서 김도연이 맡았던 오목 역은 당초 김희애가 낙점되었으나 개인사정으로 고사하여 김도연을 간신히 캐스팅했지만 이 과정에서 MBC 측과 한때 마찰을 빚었다.
아울러, <그해 겨울은 따뜻했네> 이후 숨은 그림 찾기까지 KBS의 수목드라마 시간대는 한동안 미니시리즈 형태로 정식 시작하였다. 올림픽 영향으로 2주간 결방되어 9월 22일이 아닌 2주 후인 10월 6일 종영하였다.

## 제작진
- 극본 : 조소혜
- 연출 : 이응진

## 출연진
- 나영희 : 한수지 역
- 김도연 : 한수인 역, 오목 역
- 김영철
- 허준호
- 박준규 : 광엽 역
- 독고영재 : 영각 역
- 안승훈 : 일환 역
- 양동근 : 일남 역
- 나한일 : 이인재 역
- 임성민 : 남기욱 역
- 백찬기
- 김기섭
- 윤다훈
- 김일란
- 여운계
- 김다혜 : 어린 한수지 역
- 정요숙
- 최형선 : 어린 한수인 역
- 이응경
- 서승현
- 윤덕용
- 서상익
- 백찬기
- 이수연
- 정서임
- 박정웅
- 민병이
- 장정희
- 서동영
- 원미연
- 이영수
- 홍영미
- 최용팔
- 정관영
- 한명식
- 사미자
- 원유재
- 오석진
- 장윤정
- 정주연
- 장윤주